# 那林河
那林河，流经中华人民共和国内蒙古自治区巴彦淖尔市乌拉特中旗及蒙古国东戈壁省哈腾布拉格苏木的一条跨国河流，发源于中国内蒙古乌拉特中旗新忽热苏木哈日阿图东南山顶，蜿蜒向北流，经昭胡太、阿日其格、口口次劳、呼和楚鲁图、呼硕、棍呼都格、希日德日斯、额和宝拉格、巴音乌兰苏木伊和宝力格嘎查、贺希格陶勒盖、胡林乌尔同、敖包乌素等地，于好布德勒以东折向西北，于沙巴尔台附近流入蒙古国东戈壁省境内，注入腾格尔诺尔。中国境内河长94.0千米，集水面积3217.28平方千米，河道平均比降4.78‰。在贺希格陶勒盖以北7千米及好布德勒西北约6千米河段有清水或间歇水，其余均为干河。汛期大洪水才有水汇入。有的地方河床不明显。